# Michel
O catálogo Michel (MICHEL-Briefmarken-Katalog) é o mais extenso e mais conhecido catálogo filatélico em alemão. Publicado desde 1910, tornou-se uma obra de referência da filatelia.
O Michel começou como uma lista de preços do comerciante Hugo Michel de Apolda. Em 1920 já se publicava em dois volumes, um para a "Europa" e outro para o "Ultramar", tendo continuado a crescer até à sua dimensão actual de doze volumes cobrindo todo o mundo, com volumes especializados adicionais, num total de 40 catálogos. Cobre extensivamente o coleccionismo na Alemanha, incluindo as complexidades dos selos do tempo da Segunda Guerra Mundial, dos territórios ocupados e dos selos provisórios.
Existem 15 catálogos principais, todos emitidos em alemão; cerca de 400.000 são impressos anualmente. Suas informações também estão disponíveis nas páginas da Michel na Internet.
Ao contrários de outros catálogos conhecidos, o Michel não tem uma edição anual completa de todos os seus catálogos, sendo actualizados apenas alguns volumes. O Michel é também mais detalhado, proporcionando informação sobre quantidades emitidas ou formato das folhas, por exemplo. Também relevante é o facto de incluir informação sobre determinados países ou períodos que o Scott omite por razões editoriais ou políticas, como a omissão de valores de mercado para os selos de Cuba, do Iraque ou da Coreia do Norte, devido aos embargos norte-americanos que existiram (ou existem) sobre esses países (até 2002, o Scott não dispunha de nenhuma informação sobre selos da Coreia do Norte). O Michel dispõe também de informação sobre selos emitidos com pouca ou nenhuma intenção de utilização como franquia postal e selos emitidos por regiões ou zonas com um estatuto político duvidoso. 